# Христо Баларев (офицер)
Вижте пояснителната страница за други личности с името Христо Баларев.
Христо Цанков Баларев е български офицер, генерал-майор.

## Биография
Христо Баларев е роден на 19 декември 1887 г. в Карлово. През 1908 г. завършва Военното на Негово Княжеско Височество училище и на 17 февруари 1908 е произведен в чин подпоручик. Служи в 28-и пехотен стремски полк и 4-та интендантска рота. На 10 февруари 1911 г. е произведен в чин поручик, а между 1911 и 1912 г. учи интендантски курсове в Санкт Петербург. Взема участие в Балканската (1912 – 1913) и Междусъюзническата война (1913). Ранен е в боя при Криволак на 2 юли 1913 г. и остава военноинвалид. На 18 май 1914 г. е произведен в чин капитан. Взема участие в Първата световна война (1915 – 1918), като след войната на 1 април 1919 г. е произведен в чин майор. От 6 май 1923 г. е подполковник, а от 3 септември 1928 г. – полковник. През 1929 г. е назначен за интендант на 1-ва пехотна софийска дивизия, след което през 1932 г. служи към Главното интендантство, а през 1935 г. е назначен за секретар на Висшия съвет за народна отбрана. От 1936 г. е главен интендант, като на 6 май същата година е произведен в чин генерал-майор. Излиза в запас през 1939 г. Награждаван е с орден „За храброст“. Умира на 2 февруари 1946 г. в София.

## Семейство
Генерал-майор Христо Баларев е брат на генерал Васил Баларев.

## Военни звания
- Подпоручик (17 февруари 1908)
- Поручик (10 февруари 1911)
- Капитан (18 май 1914)
- Майор (1 април 1919)
- Подполковник (6 май 1923)
- Полковник (3 септември 1928)
- Генерал-майор (6 май 1936)